# Михайло (Грибановський)
Єпископ Михаїл (у миру Михайло Михайлович Грибановський; нар. 2 (14) листопада 1856, Елатьма, Тамбовська губернія — пом. 19 (31) серпня 1898, Крим) — єпископ Православної Російської Церкви; з 19 січня 1897 року Таврійський і Сімферопольський. Богослов.
Ставши першим за 20 років у викладацькій корпорації Петербурзької духовної академії, хто прийняв чернецтво, був неформальним очільником «чернечої дружини» — кількох майбутніх ієрархів Російської Церкви, що послідували його прикладу.

## Біографія
Михайло Грибановський народився в 1856 році в родині потомственого священика, благочинного міських церков Елатьма. Мати — донька священика. У їх родині було одинадцять дітей, шестеро з яких померли у віці від одного до дванадцяти років. У дитинстві і юності Михайло багато хворів. За спогадами сучасників,
|  | для того, щоб перемогти небажану сонливість, він лягає спати на зруб колодязя; голова - на одній стіні, ноги - на іншій. Щоб вивчити грецьку мову, що йому погано давалася, Михайло, симулючи хворобу, на місяць закривається в квартирі і потім відмінно відповідає в класі |

.
Оповідання Антона Чехова «Архієрей» (1902) навіяне образом єпископа Михаїла, а описання в оповіданні долі його матері по смерті Преосвященного, мабуть, є точний опис події з його матір'ю.
Михайло Грибановський закінчив Тамбовське духовне училище, Тамбовську духовну семінарію, Санкт-Петербурзьку духовну академію зі ступенем кандидата богослов'я у 1884 році. Тема його кандидатської роботи: «Релігійно-філософський світогляд філософа Геракліта». Під час навчання в Санкт-Петербурзькій духовній академії подружився з майбутнім митрополитом Антонієм (Храповицьким).
14 січня 1884 року пострижений у чернецтво. 29 січня — висвячений на ієродиякона. З 8 травня — у ієромонаха.
З 15 серпня 1884 Михайло Грибановський виконувач обов'язків доцента по кафедрі основного богослов'я Санкт-Петербурзької духовної академії. З 29 квітня 1887 року — інспектор цієї академії.
10 квітня 1888 року був возведений у сан архімандрита.
У 1888 році Михайло Грибановський удостоєний ступеня магістра богослов'я за дисертацію «Досвід з'ясування основних християнських істин природною людською думкою. Випуск 1. Істина буття Божого.».
З 1 грудня 1888 року інспектор Санкт-Петербурзької духовної академії.
З 27 серпня 1890 року він — настоятель посольської церкви в Афінах. Михайло Грибановський був призначений у Грецію після важкого запалення легенів. Стан здоров'я вимагав зміни клімату.
З 6 серпня 1894 року Михайло Грибановський переїжджає на Україну. Його призначено єпископом Прилуцьким, вікарієм Полтавської єпархії.
Втім з 30 листопада 1895 року він переводиться на посаду єпископа Каширського, вікарія Тульської єпархії.
З 19 січня 1897 року знову повернення до українських земель. Михайло Грибановський призначається єпископом Таврійським і Сімферопольським.

## Діяльність і особистість
Єпископ Михаїл був глибоким знавцем Святого Письма і російської та зарубіжної класичної літератури (особливо любив праці Федора Достоєвського). Захоплювався астрономією. Предметом його наукових праць була філософія, в тому числі Геракліта та Іммануїла Канта. Найбільш відома робота єпископа Михаїла — «Над Євангелієм» — являє собою збірник есе на біблійні теми, що містять подібні пастирські роздуми про сенс життя, про віру, про «творчість добра у собі та інших». За словами протоієрея Олександра Меня, «праця ця написана як свідчення віри, що черпає з Писання дієслова життя вічного. Такий підхід автор свідомо протиставляє „зовнішньо“ Біблії».

Один із сучасників владики Михаїла, Р. Х. Лепер, писав про нього: 

Преосвященний Михаїл був доступний для всякого. Простий, ввічливий, лагідний, він дивився на кожного своїми лагідними, проникливими очима і, здавалося, бачив душу співрозмовника. Кожен знаходив у нього добре слово, розумну пораду, а близькість його, спілкування з ним наближало душу до Бога. І не тим він діяв благотворно, що нав'язував кому-небудь віру, що бажав у що б то не стало вчити. Ні, ще сам того не усвідомлюючи, людина починав поблизу нього відчувати, що саме істотне прояв віри — любов до людей: така вже атмосфера любові, всепрощення до людей панувала біля нього. Він говорив просто, тихо, сердечно, і хто мав щастя спілкуватися з ним, той завжди виносив у своєму серці тихе, тепле почуття: земні тривоги і турботи йшли кудись геть.

Будучи архієреєм, відкривав церковно-парафіяльні школи й вечірні курси для дорослих, заохочував внебогослужебні співбесіди, створював парафіяльні братства, організував випуск журналу «Таврійські єпархіальні відомості». Така активна діяльність призвела до подальшого погіршення стану здоров'я єпископа, який помер від туберкульозу. За спогадами митрополита Антонія (Храповицького), «він посміхався серед болісних страждань: задихаючись, за кілька хвилин до смерті він шепотів своїм друзям свій останній заповіт про самовідданому служінні Апостольській церкві».
Михайло Грибановський був похований у лівому приділі кафедрального Олександрівського собору в Сімферополі. Після руйнування храму в 1930 році був перепохований біля храму Всіх Святих в цьому ж місті.

## Праці
- Посмертные сочинения Д. Г. Льюиса. // Мысль, 1882, январь.
- Развитие представления «я» в человечестве. // Там же, март.
- В чём состоит церковность. // Церковный вестник, 1886, № 51-52.
- Наши страдания и их главная причина. // Церковный вестник, 1887, № 4-5.
- Ещё о так называемом монашестве учёном. // Церковный вестник, 1889, № 40-41.
- Над Евангелием. [Архівовано 2 липня 2018 у Wayback Machine.] СПб, 1896, 1898; Полтава. 1911, СПб, 1911. СПб., 1994. М., 2002. М., 2004
- Письма. // Православная община, М., 1994, № 6 (24); 1995, № 1 (25).
- Лекции по введению в круг богословских наук. Казань, 1899; Киев, 2003 [Архівовано 16 квітня 2019 у Wayback Machine.]
- Истина бытия Божия. Опыт уяснения основных христианских истин естественной человеческой мыслью. // Богословские труды. М., 1990. Сборник 30.